# Ânion enolato
Um ânion enolato é um ânion derivado pela perda de um próton do carbono alfa de um grupo carbonila; é o ânion de um enol.
Por exemplo, uma base abstrai um próton da acetona para formar ânion enolato.
O ânion enolato é estabilizado por ressonância e, portanto, o hidrogênio alfa é ácido:
Ânions enolato submetem-se à reação de Mannich com íons imminium.